# 컴퍼니 오브 히어로즈 온라인
컴퍼니 오브 히어로즈 온라인(Company of Heroes Online)은 랠릭 엔터테인먼트에서 제작된 온라인 실시간 전략 게임이다. 청소년은 이용할 수 없으며, 원작 컴퍼니 오브 히어로즈를 기반으로 제작되었다. 2차 세계대전을 시놉시스로 잡고 있다. 진영은 두 가지로, 추축군(독일)과 연합군(미국)으로 나뉜다. 그리고 시나리오에서 미국 29 보병 사단 에이블 중대와 미국 101 공수사단 폭스 중대의 활약을 다루고 있다.

## 게임 배경
경제대공황으로 식민지가 없었던 나라들은 전체주의라는 극단적인 선택을 하게 되고 결국 1939년 독일의 폴란드 침공으로 2차 세계대전의 서막이 열리게 둰다. 이에 유럽은 화염 속으로 휩쓸려가고 독일의 전쟁야욕과 이를 막으려는 유럽열강 국재연맹은 전쟁의 한복판인 유럽으로 향한다. 열세에 몰리던 연합군은 노르망디 상륙작전에서 아이젠하워 암호 속임수로 본격적인 반격의 신호를 울렸다.

### 정식작전명 오버 로드
D-데이는 1944년 6월 6일 영국의 프랑스 북부공격으로 시작되었으며 미국 아이젠하워 대장의 총지휘아레 미국 제1군, 영국 제2군, 캐나다 제1군 추축으로 연합군 병사 15만명이 북프랑스 노르망디에 상륙하였다. 연합군이 북프랑스 노르망디에 감행한 사상최대의 상륙작전이였다. 이 작전은 전쟁 초기 서부전선에서  패하여 유럽대륙으로부터 퇴각한 연합군이 독일본토 진공하기 위한 발판을 유럽대륙에 마련하고자 감행한 것이였다.

## 유닛
이 게임의 장소는 제2차 세계 대전을 배경으로 하고 있다. 플레이어는 연합국 또는 추축국을 선택하여 플레이를 할 수가 있다, (단 COH와 달리 엘리트 팬저와 영국군 사용할 수 없다.) 각각의 진영은 각기 다른 용병술을 요구한다. 연합군의 유닛은 같은 자원에 더 많고, 더 다재다능한 경향이 있는 반면에 추축군의 유닛은 전투력이 높고, 강한 경향을 보인다. 사실에 근거하여 만들어낸 게임인 만큼 게임의 초반은 보병전투와 건물의 이용, 엄폐 그리고 장애물과 지뢰 등을 설치하여 적을 저지하거나 보병들의 소소한 전투가 벌어지며 이전투를 중점으로 자원을 확보하거나 방어선을 만들어 간다. 후반에는 더욱 전술적인 지원과 능력이 활성화되며 공중지원, 폭격, 전차 등을 이용할 수 있지만 초반의 보병들을 후반에도 여전히 유용하게 사용할 수 있다.
COHo에서는, 여러 가지 상황적 요소가 결과를 좌우하기 때문에, 플레이어는 유닛의 관리와 운용에 많은 주의를 기울여야 한다. 보병의 엄페물 유무, 보병의 사기, 언덕과 평지의 차이, 전차의 전 후방의 방어력 - 전차의 상태이상, 포의 구경에 상대방 유닛에 대한 피해 등 많은 상황적 요소를 고려해야만 효율적인 전투를 이끌 수 있다.
또한 COHO는 플레이어가 각 국의 지휘방식을 선택하도록 유도한다.
- 연합군 : 보병중대, 공수중대, 기갑중대
- 추축군 : 방어 독트린, 전격 독트린, 테러 독트린

- 2011년 3월 4일에 서비스 중단으로 역사의 뒤안길로 사라졌다. 한편 컴퍼니오브히어로즈온라인의 모태인 컴퍼니오브히어로즈는 후속작인 컴퍼니 오브 히어로즈 2가 서비스되고 있다. 서비스가 중단된 컴퍼니 오브 히어로즈와는 달리 세계적인 관심을 얻고 있다.

## 시나리오
- 오마하 해변

에이블 중대는 오마하 해변을 확보해 해안 교두보를 확보해야한다.
- 비어빌

상륙하기전 미국 101 공수사단은 미리 후방에 침투하여 오마하 해변으로 가는 도로와 대공포를 확보해야한다.
- 카랑탕

미국 101 공수사단은 유타해변과 오마하 해변을 연결하는 카랑탕을 확보해야한다.
- 카랑탕 반격

미국 101 공수사단은 에이블 중대가 올때까지 카랑탕을 방어해야한다.
- 몽트부르

에이블 중대는 도그중대를 구출하고 레드볼 익스프레스가 통과할길을 확보해야한다
- 쉘부르

에이블 중대는 해안포를 파괴하고 쉘부르를 점령해야한다
- 소테바스토

미국 101 공수사단과 애이블 중대는 소테바스토 마을 남쪽에 있는 V2 로켓 발사대를 파괴해야한다.
- 생 프로몽드

애이블 중대는 생 프로몽드에 위치한 교차로를 점령해야 한다.
- 192 고지

애이블 중대는 생로를 점령하기전 전멸한 찰리 중대를 대신하여 192 고지를 점령해야 한다.
- 생로

에이블 중대는 생로에 있는 독일군을 포위해 퇴각하게 해야 한다.
- 헤베크레폰

애이블 중대는 생로 외곽에 잔존한 교도 기갑사단의 판터 전차를 7대를 파괴시켜야 한다.
- 모르탱

애이블 중대는 도그중대가 올때까지 317 고지를 방어해야 한다.
- 모르탱 반격

애이블 중대와 도그중대는 거점을 점령하겨 317 고지를 방어해야 한다.
- 오트리

에이블 중대는 티거에이스인 슐츠 대위를 제거 해야한다.
- 상브와

에이블 중대는 캐나다군과 폴란드군과 함께 독일군 퇴로를 차단해야 한다.

## 평가
| 통합 점수     | 통합 점수 |
| 통합사        | 점수      |
| ------------- | --------- |
| 게임랭킹스    | 93.82%    |
| 메타크리틱    | 93%       |
| 평론 점수     |           |
| 평론사        | 점수      |
| 1UP.com       | A+        |
| 유로게이머    | 10/10     |
| 게임스팟      | 9.0/10    |
| 게임스파이    | [ 6 ]     |
| 게임스레이더+ | 10/10     |
| IGN           | 9.4/10    |

| 수상    | 수상                      |
| 평론사  | 수상                      |
| ------- | ------------------------- |
| IGN     | (2006)PC Game of the Year |
| GameSpy | (2006)PC Game of the Year |

## 같이 보기
- 마이크로소프트 코호리그